# Episodi di Maledetta fortuna
La prima e unica stagione della serie televisiva Maledetta fortuna, composta da 17 episodi, è andata in onda negli Stati Uniti sul canale Fox dal 12 settembre 1995 al 23 febbraio 1996.
In Italia è stata trasmessa da Canale 5 dal 30 luglio 1996.
| nº | Titolo originale          | Titolo italiano     | Prima TV USA      | Prima TV Italia |
| -- | ------------------------- | ------------------- | ----------------- | --------------- |
| 1  | Soul Survivor             | L'unico superstite  | 15 settembre 1995 | 30 luglio 1996  |
| 2  | Over Exposure             | Doppio furto        | 12 settembre 1995 | 31 luglio 1996  |
| 3  | Last Chance               | Vittima del destino | 29 settembre 1995 | 1º agosto 1996  |
| 4  | She Was                   |                     | 6 ottobre 1995    |                 |
| 5  | Blind Man's Bluff         |                     | 13 ottobre 1995   |                 |
| 6  | Angies Turn               |                     | 20 ottobre 1995   |                 |
| 7  | Hat Trick                 |                     | 3 novembre 1995   |                 |
| 8  | The Liver Wild            |                     | 10 novembre 1995  |                 |
| 9  | Walk Away                 |                     | 17 novembre 1995  |                 |
| 10 | The Box                   |                     | 1º dicembre 1995  |                 |
| 11 | Brothers Grim             |                     | 8 dicembre 1995   |                 |
| 12 | Trial Period              |                     | 15 dicembre 1995  |                 |
| 13 | Healing Hands             |                     | 5 gennaio 1996    |                 |
| 14 | Wrong Number              |                     | 19 gennaio 1996   |                 |
| 15 | In Sickness and in Wealth |                     | 2 febbraio 1996   |                 |
| 16 | Blinded by the Son        |                     | 9 febbraio 1996   |                 |
| 17 | Lightning Strikes         |                     | 23 febbraio 1996  |                 |